# Meliosma velutina
Meliosma velutina är en tvåhjärtbladig växtart som beskrevs av Alfred Rehder och E.H. Wilson. Meliosma velutina ingår i släktet Meliosma och familjen Sabiaceae. Inga underarter finns listade.